# Castrul roman de la Câineni

## Denumirea
Pons Vetus este un fost castru roman aflat în localitatea Câineni din județul Vâlcea.
Numele apare în Tabula Peutingeriana, în scrierile geografului din Ravenna și pe o inscripție din 102 în care este desemnată ca statio vamală. Castrul făcea parte din așa numitul Limes Alutanus, linia de fortificații realizată de-a lungul Oltului, cu rolul de apărare a provinciei Dacia de atacul popoarelor barbare.
Denumirea Pons Vetus (în traducere „Puntea Veche” sau „Podul Vechi”) indică faptul că romanii trebuie să fi găsit aici o punte, un mijloc de trecere a Oltului construit de către localnicii daci, ceea ce înseamnă că aici a existat o comunitate organizată.
Conform unor păreri (Pătrașcu; Daneș; 2008), Pons Vetus nu ar fi fost chiar un castru, ci doar un turn de observație “cu ziduri de piatră groase de 1,50 m …” și care “s-ar fi putut să aibă forma pătrată cu latura de aproximativ 4 m”. Este însă puțin probabil ca Pons Vetus să nu fi fost și castru roman, el făcând parte integrantă din linia de fortificații “Limes Alutanus”. Mai mult, există părerea că un castru roman exista și la Râu Vadului, în locul numit astăzi “Poarta lui Traian”, care, evident, făcea parte din același “Limes Alutanus”. Aceasta nu era o linie de fortificații completă, în multe locuri Oltul însuși înlocuind valul de pământ, șanțul și zidul de întărire.
Până în anul 1970, chiar și un neinițiat putea distinge de-a lungul Oltului resturi de ziduri vechi, viitura din acel an desăvârșind distrugerea completă a urmelor arheologice. Până atunci, pe teritoriul comunei Câineni la Priloage, Palma Jidovului (Greblești), “La Turnulețe”, Dealu Jugaștrilor și Valea Curpănului (Câinenii Mici) se mai puteau observa vestigii ale vechiului drum roman, Calea lui Traian. Înainte de a construi și folosi drumul de pe malul stâng al Oltului, romanii, întâlnind la Jiblea, Masivul Cozia, trebuie să-l fi ocolit fiolosind drumul Jiblea – Rădăcinești și care mai departe, peste dealul Clocotici, iese în “drumul cel vechiu”, Calea Mare, “drumul bătrânesc al Loviștei”, Sălătruc – Câineni. Dovezi în acest sens sunt castrele de la Rădăcinești, Perișani și Titești.
Calea Mare a existat și a fost folosită de către locuitorii daci cu mult înaintea Căii lui Traian, o dovadă în acest sens fiind chiar numele castrului de la Câineni, Pons Vetus, adică, în traducere, “Puntea Veche” sau “Podul Vechi”, care nu are numai sensul de “loc de trecere peste Olt, ci și pe acela de mijloc de legătură”. De altfel, Calea lui Traian era utilizată cu destulă dificultate prin Defileul Oltului, drumul acesta “fiind destinat pentru o vehiculație mai ușoară și mai restrânsă”.

## Istoricul cercetărilor
Se presupune că ar exista un castru pe malul stâng al Oltului, la nord-est de Câinenii Mici, în punctul la Turnulețe, lângă vărsarea pârâului din sat în râul Olt, care ar fi fost distrus de cursul acestuia. 
Un depozit monetar datat din epocile împăraților Hadrian și Philippus Arabus a fost descoperit în sec. al XIX-lea unde s-ar fi aflat vicusul castrului. 
Sondajul de teren din 1976 a lui Vlădescu nu a descoperit rămășițe din niciunul dintre taberele știute aici, dar identifică urme ale unui turn pătrat cu latura de aproximativ 4 m.  
Potrivit unor experți, cetatea Arxavia a fost construită în apropierea capătului vestic al actualului pod, pe malul drept al Oltului, pe platoul Malul Podului. Generalul Schwanz a declarat că, deși nu a găsit ruinele unei cetăți romane în timpul construcției acestuia din 1717-1719, dar că era imposibil ca romanii să nu fi avut în zonă o tabără militară.  